# Porotrichodendron robustum
Porotrichodendron robustum är en bladmossart som beskrevs av Brotherus in Herzog 1916. Porotrichodendron robustum ingår i släktet Porotrichodendron och familjen Lembophyllaceae. Inga underarter finns listade i Catalogue of Life.